# 青春ド真中!
『青春ド真中!』（せいしゅんどまんなか）は、ユニオン映画の制作で、1978年に日本テレビ系で放送されていた学園ドラマである。期間限定で修学院高校に赴任してきた産休補助教師、バクダンこと中原俊介（中村雅俊）を中心に物語が描かれる。

## 概要
前番組として放映されていたドラマ『俺たちの祭』が視聴率的に苦戦し、1年間の放送が想定されていたものが約7ヶ月で終了したため、後番組放送開始までの番組として制作された作品。
企画にかける時間がとれなかったために、既に制作が決まっていた『ゆうひが丘の総理大臣』（1978年10月11日放送開始）を前倒しする形で制作された。
『ゆうひが丘―』には中村、神田の他、生徒役からも井上純一、草川祐馬、清水昭博、藤谷美和子、斉藤友子（とも子）らが、本作に引き続き出演している。
日本テレビにとっては、本作主演の中村雅俊の初主演作である『われら青春!』以来の、本格的学園ドラマの復活となった。本作においては、これまでの学園ドラマで重要な要素を占めていたサッカーやラグビーといったスポーツの要素は無くなり、学園内の日常の出来事がドラマの中心となっていった。ロケ地は、後続の『ゆうひが丘―』と同じ多摩美術大学の八王子校舎や長房町の南浅川橋、大磯海岸などが用いられた。
中村扮する「女好きで熱血漢」な性格の中原俊介は、『われら青春!』の沖田俊に『俺たちの旅』のカースケ（津村浩介）が加味されたようなキャラクターとなっている。また、秋野太作（中原を修学院高校に推薦した国語教師、「へー」こと平久作役）と神田正輝（悩みが多く気が弱そうな数学教師、「ボーヤ」こと小森昭治役）の配役は『俺たちの旅』のカースケ、グズ六、オメダの再現にもイメージ出来る。修学院高校の名も「俺たちの旅」に出て来た修学院大学の名称の流用である。
主題歌は『青春試考』（歌：中村雅俊、作詞：松本隆、作曲：吉田拓郎、編曲：馬飼野康二）。シングルで発売され、その後中村のベスト盤等にも収められているバージョンの歌詞の一節に「東京」とある部分が、TVサイズでは「この街」に変更されている。
主題歌冒頭のバックに流れている学生の登校風景は、東京千代田区の中坂、冬青木坂（もちのきざか）を使ったといわれている（千代田区の坂）。また、第10話では伊豆高原駅周辺でロケが行われた。

## 放映データ
- 放送期間：1978年5月7日 - 9月24日
- 放送時間：毎週日曜日 20:00 - 20:54
- 放送回数：全13話。ただし第12話は、プロ野球中継があったことによる番組編成の兼ね合いと、後番組である『西遊記』（堺正章主演版）が10月1日から始まることが決定していたため、本放送では未放映、再放送時に初放映となった。

## 出演者
- 中原俊介（バクダン） - 中村雅俊
- 平久作（ヘー） - 秋野太作
- 小森昭治（ボーヤ） - 神田正輝

- 田坂萌子（ビックリマーク） - あべ静江
- 村上かおる（ツン） - 五十嵐めぐみ
- 有沢弓子（メソ） - 藤真利子

- 有沢健太 - 井上純一
- 松本元 - 草川祐馬
- 岡本政之 - 岡村清太郎
- 宮本典江 - 斉藤友子（現・斉藤とも子）
- 堀込ドキ子（ゲシュタポ、指導主任） - 水沢有美
- 加賀山宗雄 - 坂口芳貞
- 草森九 - 清水昭博
- 竹内小次郎 - 下村彰宏
- 小池信男 - 湯沢紀保
- 林美果 - 藤谷美和子
- 島田真理 - 根本きよみ
- 秋本千恵 - 森さとみ
- 西山早苗 - 小松蓉子
- 川上ゆう子 - 河本京子

- 村上雪枝 - 久保菜穂子

- 竹下格（教頭） - 柳生博
- 草森十三 - 穂積隆信

- 飯島修一郎（校長） - 北村和夫

## スタッフ
- 企画：岡田晋吉（日本テレビ）
- プロデューサー：中村良男（日本テレビ）、奈良邦彦（文学座）、山本剛正（ユニオン映画）
- 音楽：小六禮次郎（選曲：合田豊）
- 脚本：放送日程参照。
- 監督：放送日程参照。

## 放送日程
| 各話 | 放送日           | サブタイトル                                   | 脚本     | 監督       | ゲスト（カッコ内は役名・役柄）                                                                                |
| ---- | ---------------- | ---------------------------------------------- | -------- | ---------- | --- |
| 1    | 1978年 5月7日    | うわさ以上の変な奴だよ!!                       | 鎌田敏夫 | 斎藤光正   | |
| 2    | 5月14日          | オレは馬鹿だ でも先生だ!!                      | 鎌田敏夫 | 斎藤光正   | |
| 3    | 5月28日          | ビックリマークが憎らしい!!                     | 鎌田敏夫 | 土屋統吾郎 | |
| 4    | 6月4日           | やれば出来るさ 勉強だって!!                    | 畑嶺明   | 土屋統吾郎 | |
| 5    | 6月11日          | 先生、その顔が嫌だ!!                           | 鎌田敏夫 | 斎藤光正   | 冨田浩太郎（岡本誠治郎） 福田公子（岡本綾子） 国谷扶美子（岡本家の家政婦）                                    |
| 6    | 6月25日          | 生徒の恋をこわして それでも先公か!!            | 畑嶺明   | 斎藤光正   | 沢柳廸子（宮本家の隣の主婦）                                                                                  |
| 7    | 7月9日           | 先生と生徒の燃え上がる恋!!                     | 鎌田敏夫 | 土屋統吾郎 | 西川ひかる（林元子）                                                                                          |
| 8    | 7月30日          | 甘ったれるな 生徒も親も!!                      | 畑嶺明   | 土屋統吾郎 | 小瀬格（小池秀雄） 島田妙子（小池富江）                                                                       |
| 9    | 8月6日           | ふたり一緒の初恋だった!!                       | 鎌田敏夫 | 佐藤重直   | 萩奈穂美（内藤美也子） 速水亮（内藤昌一郎） 野中マリ子（つね）                                                |
| 10   | 8月27日          | 夏の海にやさしさがあった!!                     | 畑嶺明   | 土屋統吾郎 | 上村香子（松本秋枝） 西沢利明（松本哲久） 風戸佑介（萌子の従兄） 中島隆彦（松本正一）                         |
| 11   | 9月10日          | 女ごころが揺れました!!                         | 畑嶺明   | 土屋統吾郎 | 井上孝雄（西島弘之） 立枝歩（青木めぐみ） 中井啓輔（めぐみの父）北島マヤ（めぐみの父の恋人） 稲垣昭三（刑事） |
| 12   | 未放送： DVD収録 | ニッポンの先生は大変だ!!                       | 畑嶺明   | 佐藤重直   | 五十嵐美恵子                                                                                                  |
| 13   | 9月24日          | ソー・ロング、シー・ユー・アゲイン、グッバイ!! | 鎌田敏夫 | 土屋統吾郎 | 藤田弓子（佐藤晴江）                                                                                          |

## 関連ソフト
- CD - 青春ド真中!ミュージックファイル （バップ、1996年3月1日。本作の音楽はその多くが『ゆうひが丘の総理大臣』でも使用されている。）
- DVD - 青春ド真中!DVD-BOX （日本クラウン 、2002年9月26日）
- DVD - 青春ド真中!DVD-BOX/再発売版 （日本クラウン 、2009年10月21日）